# Наварин (корвет)
«Наварин» (ранее «Нессабиз Сабах» или «Восточная Звезда») — 20-пушечный парусный корвет Балтийского флота России.

## Описание судна
Парусный корвет, длина судна составляла 39 метров, ширина по сведениям из различных источников от 9,75 до 9,8 метра, осадка — 4,6 метра, а глубина интрюма — 3,5 метра. Вооружение судна составляли шестнадцать 18-фунтовых карронад и четыре 12-фунтовых пушки, а экипаж состоял из 160 человек. Судно получило название в память об уничтожении 8 октября 1827 года объединённой эскадрой Англии, Франции и России турецко-египетского флота в Наваринской бухте.

## История службы
Корвет был построен во Франции и под названием «Нессабиз Сабах» («Восточная Звезда») вошёл в состав египетского флота. Принимал участие в русско-турецкой войне 1828—1829 годов. 21 апреля 1828 года корвет был взят в плен у крепости Модон кораблем «Изеркиль» и фрегатом «Кастор» и включён в состав Балтийского флота России, а в октябре того же года по Высочайшему повелению был переименован в «Наварин». 27 апреля 1828 года из моряков корабля «Изеркиль» и фрегата «Кастор» была сформирована команда корвета, и 4 мая он прибыл к острову Порос, где на тот момент находилась эскадра вице-адмирала графа Л. П. Гейдена. По предложению М. П. Лазарева первым командиром корвета был назначен только что получивший чин капитан-лейтенанта П. С. Нахимов. В июне судно было направлено в Ла-Валетту для ремонта. 23 февраля 1829 года корвет вернулся к острову Порос и вновь присоединился эскадре Л. П. Гейдена, в составе которой до конца года выходил в крейсерские плавания в Архипелаг и на блокаду пролива Дарданеллы. C 17 января по 13 мая 1830 года перешёл из Архипелага в Кронштадт в составе эскадры контр-адмирала М. П. Лазарева.
Выходил в практические плавания в Финский залив и Балтийское море июле и августе 1830 года, с 1831 по 1843 год, с 1847 по 1849 год, а также в 1851 и 1852 годах. 3 июля 1836 года принимал участие в церемонии встречи Балтийским флотом ботика Петра I на Кронштадтском рейде. В 1844 году выходил в практическое плавание в Северное море в составе эскадры.
С 1848 по 1850 год участвовал в экспедиции Балтийского флота в воды Дании. С 29 июня по 11 июля 1850 года в составе 3-й флотской дивизии вице-адмирала И. П. Епанчина перешёл из Кронштадта на Зондербургский рейд. 24 августа принимал участие в учебном сражении в составе отряда, а 16 сентября вместе с дивизией ушёл в Кронштадт.
В кампанию 1851 года в составе отряда из восьми судов Балтийского флота под общим командованием контр-адмирала великого князя Константина Николаевича выходил в плавания по Финскому заливу.
21 августа 1853 года вышел из Кронштадта на Дальний Восток для крейсерских плаваний в Охотском море. 14 сентября, попав в сильный шторм в Северном море, получил серьёзные повреждения: волнами был сорван планширь от бака до грот-мачты, сломан румпель, поврежден баркас, а якорь забросило на палубу. 16 сентября «Наварин» повернул в пролив Скагеррак и через четыре дня пришел на Христианзандский рейд. После ремонта румпеля с 28 сентября по 3 октября совершил переход в Портсмут для ремонта. 11 ноября ремонт корвета был окончен, и он вышел в море. 12 ноября попал в шторм и из-за открывшейся течи 13 ноября был вынужден вернуться в Портсмут для ремонта, где был поставлен в док. 9 декабря корвет был выведен из дока, а 12 декабря ушёл из Портсмута. В Атлантическом океане из-за крепкого противного ветра был вынужден повернуть назад и 21 декабря 1853 года пришёл в голландский порт Флиссинген, где в силу «неблагонадежности к дальнему плаванию» в 1854 году корвет был продан за 36 161 гульден, а экипаж судна отправлен в Ригу.
10 февраля 1854 года членам комиссии от корпуса корабельных инженеров (генерал-майорам Гринвальду и Амосову, полковникам Бурачку и Лемуаню), освидетельствовавшим в 1851 году корвет «Наварин» (за «явное упущение», сделанное ими при этом), а командиру корвета, капитан-лейтенанту Истомину за «неосновательное удостоверение в благонадёжности» судна в дальнем плавании, от имени императора был объявлен «строжайший выговор со внесением в формуляр».

## Командиры корвета
Командирами корвета «Наварин» в разное время служили.
- П. С. Нахимов (1828—1831 годы).
- П. В. Былим-Колосовский (1832—1834 годы).
- П. А. Наумов (1835 год).
- Ф. С. Лутковский (1836 год).
- В. Б. Струкгов (1837—1839 годы).
- Е. А. Беренс (1840 год).
- Н. Г. Котельников (1842—1843 год).
- Р. Г. Машин (1844 год).
- П. А. Пыпин (1847—1848 годы).
- А. М. Невельской (1849 год).
- князь Е. А. Голицын (1850—1851 год).
- П. И. Истомин (1852—1854 год).